# Povijest srpskohrvatskog jezika
Srpskohrvatski jezik (nazivan i srpsko-hrvatski, hrvatskosrpski, hrvatsko-srpski) naziv je za jezik koji je, po mišljenju nekih slavista, postojao od sredine 19. stoljeća do konca 20., kada su hrvatski i srpski unitaristi nastojali od hrvatskog i srpskog jezika stvoriti jedan jezik.

## Povijesni pregled
Najraniji spomeni hrvatskoga jezika taj jezik imenuju isključivo hrvatskim, uz pokoji slučaj naziva slověnski, koji je u surječju značio isto što i hrvatski. O tom bjelodano govore istraživanja Ivana Ostojića i Benedikte Zelić-Bučan, od kojih su neki podatci već prikazani, dok je dio što se odnosi na renesansnu i predrenesansnu situaciju obrađen u tekstu hrvatskoga jezikoslovca Radoslava Katičića. Već je zarana hrvatski jezik bio imenovan kako regionalnim (dalmatinski, bosanski, dubrovački, kasnije slavonski), tako i nadnacionalnim imaginarnim (ilirski, slovinski) imenima. Ovdje valja napomenuti da pismenost na hrvatskome vernakularu počinje u 13. stoljeću s tekstovima poput «Vinodolskoga zakonika», a da se štokavsko jekavski jezični idiom, koji je postao osnovicom hrvatskoga književnoga jezika, nakon ranoštokavskih spisa i zapisa iz 13. i 14. stoljeća, pojavio u opsežnijim tekstovima kao što je Vatikanski hrvatski molitvenik. Hrvatski književni jezik se, najčešće, promatra kao kontinuitet pisane riječi od pjesmarice s tekstovima Džore Držića i Šiška Menčetića. Slovenski slavist, profesor praškoga sveučilišta Matija Murko je u djelu «Die Bedeuteng der Reformation...», 1924. godine, utvrdio da se ilirsko ime odnosilo, uz malen broj izuzetaka što ih nalazimo ponajvećma kod stranaca, praktički jedino na hrvatski jezik - ponekad je taj naziv označavao slovenski jezik, no to bijaše veoma rijetko. Nije poznato da su bilo regionalni, bilo supranacionalni označitelji upotrebljavani, do samoga konca 18. stoljeća, i za srpski jezik. 
Srpski je jezik od početka slično imenovan, srpskim nacionalnim imenom-primjer je Karejski tipik Sv. Save. U srpskoj je jezičnoj kulturi od 12. do konca 17. stoljeća na snazi bio crkvenoslavenski jezik srpske suvrsti (tzv. srpskoslavenski), koji je početkom 18. stoljeća zamijenjen hibridnim ruskoslavenskim, ili rusko-srpskim. Ponarodnjena inačica bijaše slavenosrpski, jezik dominantan u drugoj polovici 18. stoljeća. Začetci uvedbe vernakulara nalaze se u nekim tekstovima bogoslova, pjesnika i pisca Gavrila Stefanovića Venclovića, koji je smjerao integraciji srpskih narodnih govora i starije srpske crkvenoslavenske jezične baštine. No, ta djela, nastala oko 1720. – 1740., nisu uspjela prodrijeti u širu javnost, tako da je tek revolucija Vuka Karadžića dovela do stvaranja suvremenoga srpskoga temeljenoga na robusnom pučkom idiomu.
Pojam «srpskohrvatski» ima dugu i zamršenu povijest. Po istraživanjima hrvatskih jezikoslovaca i povjesničara Maria Grčevića, Mire Kačića, Benedikte Zelić-Bučan, Ivana Ostojića i dr., taj se naziv pojavio u doba početka slavistike. Začetnici slavistike (Čeh Dobrovsky, Slovaci Kollar i Šafařik, Slovenci Kopitar i Miklošič) bijahu vođeni različitima motivima, od idealističko panslavenskih preko geopolitičkih u službi habsburške monarhije do filoloških na razini onodobnih spoznaja. Klasifikacije koje su prevladavale u drugoj polovici i koncem 18. stoljeća uglavnom su dijelile slavenske jezike na četiri grane: rusku, češku, poljsku i ilirsku. Pod «ilirskim» se podrazumijevao sav pisani korpus za koji se onda znalo, a koji je nastao na području kontinuuma južnoslavenskih dijalekata, kao i svi južnoslavenski jezici, od slovenskoga do bugarskog, na koje se gledalo s malo poznavanja i razumijevanja kao na nediferenciranu jezičnu melasu. No, afirmacijom srpskoga imena nakon ustanka godine 1804. i daljnjih političkih previranja, te radova Jerneja Kopitara, tada moćnog cenzora za sve slavenske knjige na području Monarhije, koji je ključna osoba u promoviranju i pomaganju Vuka Karadžića u procesu oblikovanja suvremenoga srpskoga jezika, u slavističkim radovima sve se snažnije buja nazovislovna zbrka: od Dobrovskog koji je 1792. podijelio ilirski jezik na bugarski, racko-servski, bosanski, slavonski, dalmatinski i dubrovački do primjedbi istoga u kojima slovenski jezik proglašava «zapravo» hrvatskim. Ukratko se može reći da je u prva dva i tri desetljeća u slavisitičkim krugovima vladala terminološka konfuzija, no s ipak dosta jasno ocrtanom političkom usmjerbom: češki i slovački su filolozi, u glavnini, nastojali proširiti opseg srpskoga imena i jezika-poglavito na štetu hrvatskoga, dok su se nehajno odnosili prema statusu slovenskoga jezika kojega su nerijetko svrstavali u dijalekt hrvatskoga. Tomu su se oštro suprotstavili slavenski filolozi, po narodnosti Slovenci, čija je intencija bila da afirmiraju slovenski jezik i ime - opet na štetu hrvatskoga. Problem je i jednima i drugima činila književna i pisana baština u kojoj je izrijekom spominjano hrvatsko ime, a koju su željeli utrpati u korpus srpske pismenosti ne obazirući se na iskaze samih autora. Različite su želje počesto dovodile do komičnih rezultata: Kopitaru je slovenski jezik bio i hrvatski kajkavski, ali i srpski i bugarski; Dobrovskom je srpski obuhvaćao sve napisano i izgovoreno čakavskim i štokavskim narječjem, a nesustavno je razlikovao srpski i servijanski, pa je rabio nazivak srpski za sve slavenske jezike - po tom je ruski bio dio srpskoga.
To je dovodilo do groteski poput one da je slovački filolog Šafařik u djelu «Geschichte des serbischen Schrifttums», 1865. godine, za hrvatske protestantske pisce Stjepana Konzula Istranina i Antuna Dalmatina, koji se izrijekom zovu Hrvatima i jezik hrvatskim, piše da su «Srbi» koji pišu «srpskim»; tako i Rafaela Levakovića proglašava Srbinom - iako kaže da se ovaj sam zvao Hrvatom. Ilustracija takvoga rezoniranja vidljiva je u poglavlju «Protestantski pisci koji su pisali srpski»: «Jezik tih ćirilskih knjiga u samim se knjigama uvijek zove h r v a t s k i, no pod tim se nazivom ne podrazumijeva današnji hrvatski u provincijalnoj Hrvatskoj, već štoviše onaj jezik kojim govore stanovnici vojne Hrvatske, Primorja i sjeverne Dalmacije. Gotovo svi znalci slažu se u tome da je jezik koji se u tim pokrajinama govori tek inačica srpskoga narječja. Stoga se u njemačkom naslovu upravo tih knjiga s pravom naziva srpskim jezikom („die syruische Sprach“).» No, taj je rad objelodanjen skoro četiri desetljeća nakon što je napisan. Naime, otprilike do tridesetih godina 19. stoljeća velik se broj slavističkih filologa proizvoljno razbacivao nacionalnim atribuicijama narječja, književnih korpusa i povijesnih podataka. No, stvarnost se pokazala otpornijom nego što su kabinetski ideolozi zamislili: hrvatsko ime, koliko god su ga, vođeni raznorodnim motivima, pokušavali reducirati i marginalizirati, te povijesno ilirsko ime prišiti srpskomu etnosu i civilizacijskomu krugu - nisu se htjeli podvrgnuti proizvoljnim shematizacijama.

### Stvaranje izraza
Početci kompromisa nalaze se u djelima spomenutih slavista: izgleda da je Josef Dobrovský prvi puta godine 1815. upotrijebio izraz «srpski ili hrvatski», a izraz «srpsko-hrvatski» Jernej Kopitar 1836. Od onda se ti pojmovi rabe na različite načine i s različitom motivacijom. Situacija je bila sljedeća:
- u Hrvatskoj je, nakon napuštanja ilirskoga imena, kao ime jezika prevladalo hrvatsko ime (iako to nije išlo bez, iz današnje perspektive, čudnih pojava: na zasjedanju Hrvatskoga sabora 1861. usvojeno je, nakon Kukuljevićeva prijedloga za ime jezika u Hrvatskoj «hrvatsko-srpski» (prije je predlagao «hrvatsko-slavonski»), ime «jugoslavenski jezik». Ivan Mažuranić je, kao kancelar, samoinicijativno poništio taj naziv i zamijenio ga imenom «hrvatski jezik»). Praktički svi pisci koji su se afirmirali u tom razdoblju (npr. August Šenoa ili, kasnije, Antun Gustav Matoš), jezik zovu hrvatskim, a tako i svi rječnici i gramatike - uz nekoliko izuzetaka. Gramatike, rječnici i pravopisi Šuleka, Antuna Mažuranića, Mirka Divkovića, Adolfa Vebera Tkalčevića, Jagića, Ivana Broza, Franje Ivekovića, Josipa Florschutza i drugih nose hrvatsko ime. No, pod utjecajem jugoslavenske ideologije veliki rječnik što ga je započela HAZU (ondašnja JAZU) nosi ime «Rječnik hrvatskoga ili srpskoga jezika», a tako i najvažnija gramatika novoštokavskoga govora uopće, «Gramatika hrvatskoga ili srpskoga književnoga jezika», 1899., Tome Maretića, napisana na mladoslovničarskim zasadama. U cjelini se može reći da je isključivo hrvatsko ime dominiralo, a uz njega se pojavljivao naziv «hrvatski ili srpski». Pojam «srpskohrvatski» (ili, češće, «srpsko-hrvatski») nalazimo veoma rijetko: u gramatici koju je na talijanskome napisao Pero Budmani, tajnik u JAZU: «Grammatica della lingua serbo-croata», 1867. godine. Glede sadržaja tih pojmova može se zaključiti da je većina hrvatskih pisaca i filologa, od Šuleka do Maretića, smatrala da su hrvatski i srpski jedan jezik jer među govornicima postoji razumijevanje, naglašavala je hrvatsku književnu i filološku baštinu zajedno s priznavanjem utjecaja Vuka Karadžića u prvoj polovici 19. stoljeća (to se odnosi poglavito na tzv. «hrvatske vukovce» i najistaknutijega među njima, Tomu Maretića), te se nije previše zamarala s političkim i nacionalnim implikacijama dvojnoga naziva jezika. Pravaški i hrvatski nacionalno orijentirani pisci (Vjekoslav Klaić, Frano Supilo ili Antun Radić) smatrali su da je karadžićevski srpski jezik zapravo hrvatski, temeljen na hrvatskoj književnoj baštini i njenim rješenjima - jedino preimenovan i nešto drugačije stiliziran.
- u Srbiji je situacija bila bitno drukčija. Tijekom postupnoga rasta samostalnosti i suverenosti, afirmirala se kultura na nacionalnom jeziku što ga je u glavnini oblikovao Vuk Karadžić. Postavši nacionalno homogena i sa slabim utjecajem južnoslavenskih integrativnih ideologija, Srbija je od početka njegovala isključivo srpsko ime jezika, što je vidljivo u gramatikama i filološkim spisima Stojana Novakovića, Ljubomira Stojanovića i dr. Jedini je izuzetak bio najznačajniji srpski jezikoslovac druge polovice 19. stoljeća Đuro Daničić, ali s prostora Vojvodine, koji je, nakon isključivo «srpske» jezične faze, od šezdesetih godina najčešće koristio dvoimeni naziv. Pisao je «hrvatski ili srpski» kad je objavljivao u Zagrebu, i «srpski ili hrvatski» kada je pisao u Beogradu ili Novom Sadu. Do jače nazočnosti dvoimenoga pojma srpsko-hrvatski dolazi uoči 1. svjetskoga rata, s jačanjem jugoslavenske ideologije u krajevima koji su obuhvatili većinu područja bivše Jugoslavije. Većina je srpskih filologa i pisaca polazila od karadžićevske postavke (koju je ovaj, pak, preuzeo od slovenskoga slavista Franca Miklošiča) da je štokavski govor etnički srpski, te da je hrvatski jezik zapravo ponešto preoblikovani srpski jezik.
- u Bosni i Hercegovini je, nakon početnoga pokušaja da se uvede bosanski jezik, preko gramatike koju je napisao Sinjanin Frane Vuletić, najčešći naziv u doba Habsburške monarhije bio srpsko-hrvatski jezik, koji je uveden i za službeni poslije bosanske epizode . Povijesno, na području što ga pokriva sadašnja BiH nije bilo jednoznačnoga nazivka za jezik: Bošnjaci muslimani su ga najčešće zvali bošnjački i bosanski, Hrvati slovinski, bosanski i hrvatski, a Srbi srpskim.
- U Crnoj Gori nazivak jezika bio je srpski i srpskohrvatsko ime se ne javlja, a srpsko-hrvatsko ime za jezik donose i koriste isključivo strani ljudi, sa zapada, koji dolaze raditi na dvoru, među njima npr. Jovan Sundečić.
- U Njemačkoj je u 19. stoljeću bila najjača slavistika u neslavenskim zemljama, a to je ostala i poslije. Jedan od osnivača mladoslovničarske škole August Leskien pisac Grammatik der serbo-kroatischen Sprache (Heidelberg, 1914.)[3] udario je čvrste temelje učenju u njemačkoj slavistici da je srpskohrvatski jedan jezik i to se učenje dobrim dijelom održalo do danas. Takvo je učenje poniklo iz nerazlikovanja genetske, tipološke i književnojezične razine.[4]

### Jezični unitarizam
U doba Kraljevine Jugoslavije (1918. – 1941.) dolazilo je do pritiska s ciljem jezične unifikacije hrvatskog i srpskog, što se odrazilo i u nazivima jezika: «nastavni jezik», «srpsko-hrvatski», «srpskohrvatskoslovenački», «hrvatski ili srpski». Nakon obnove Jugoslavije u komunističkom ruhu (1945. – 1991.), opet su se, iako suptilnije, nastavili pokušaji ujednake, s predahom od nekoliko godina u kasnih četrdestima i ranim pedesetima. Često je navođena odluka AVNOJ-a od 15. siječnja 1944. godine,  o svim jezicima naroda Jugoslavije: «1. Sve odluke i proglasi AVNOJ-a ....imaju se objavljivati na srpskom, hrvatskom, slovenačkom i makedonskom jeziku...». No, u poslijeratnoj praksi došlo je do tzv. Novosadskog dogovora 1954. godine koji je smjerao ujednačiti hrvatski i srpski na pravopisnoj, terminološkoj i drugim razinama. Naziv jezika je određen kao srpskohrvatski ili hrvatskosrpski- prvi je termin esencijalno označavao srpski, a drugi hrvatski jezik. Kao politička se motivacija, osim uobičajenih jezikoslovnih i nazovijezikoslovnih, navodilo uvođenje «ravnopravnosti» u nacionalno izmiješanim sredinama, prije svih BiH, dijelovima Hrvatske, Crne Gore i Srbije. 
Srpska je kulturna javnost u cjelini pozdravila taj čin, dok je hrvatska bila protiv - i glede imena, i sadržaja. Naime, naziv hrvatskosrpski nije u Hrvatskoj imao tradiciju (osim nekoliko marginalnih slučajeva), dok je od »dvoimenih« nazivaka najčešći »hrvatski ili srpski« odbijen u pregovorima oko novoga jezika. Ime, kao i sadržaj dogovora koji je išao na potiranje hrvatskih značajki (često navođen primjer poznate knjige Josipa Andreisa koja je od »Povijesti glazbe« postala »Historija muzike«) ostavili su dojam oktroiranoga političkoga rješenja. 
U samoj BiH situacija naziv »srpsko-hrvatski« ostao je dominantan (i u hrvatskim i muslimanskim krajevima). U Crnoj Gori naziv jezika je po formulaciji iz Ustava SR Crne Gore bio srpskohrvatski jezik ijekavskog izgovora. Stavi li se na stranu ocjena motiva, situacija oko Novosadskoga dogovora, njegovo odbacivanje Deklaracijom o položaju hrvatskog jezika godine 1967. godine, zorno je da je glavni «problem» bio u tom što se htjelo od dva jezika napraviti jedan. Kakvi god ciljevi bili i kakvo god raspoloženje stajalo iza političkih poteza, vidljivo je bilo da se radi o dva jezična nacionalna standarda koji se ne mogu stopiti u jedan, bez obzira na argumente i polemike. U Hrvatskoj je ustavnim amandmanima 1972. proglašeno pomalo dvosmisleno rješenje po kojem je službeni jezik u SR Hrvatskoj hrvatski književni jezik koji se naziva hrvatski ili srpski. Ustavni sud SFRJ je, prije raspada države, poništio tu odluku, no, na to se tada više nitko nije obazirao. 
Nikakvom se kombinacijom nije mogao napraviti tekst koji bi bio i hrvatski i srpski, stoga su se za vrijeme SFRJ tekstovi saveznih zakona kao autentični uvijek objavljivali na četiri jezika: hrvatskome, srpskome, slovenskome i makedonskome.
U inozemstvu, tj. u međunarodnim institucijama situacija je odražavala protuslovlja u Jugoslaviji: Nacionalna medicinska knjižnica u SAD razlikuje dva jezika: Serbo-Croatian (Cyrillic) i Serbo-Croatian (Roman) koje klasificira kao dva jezika (što dovodi do bizarnosti da srpski tekstovi na latinici bivaju stavljenu u hrvatsku rubriku); univerzalna decimalna klasifikacija, UDK, različito je označila hrvatski i srpski: hrvatski kao UDK 862 (kratica hr), a srpski kao UDK 861 (kratica sr), dok se »srpsko-hrvatski« još pojavljuje kao izvedeni jezik bez posebnoga broja, u vidu »prijeklopa brojeva« 861/862 (kratica sh).
Godine 2008. međunarodno tijelo ISO 639-2 Registration Authority potvrdilo je prihvaćanje zajedničkog zahtjeva Nacionalne i sveučilišne knjižnice u Zagrebu, Hrvatskog zavoda za norme, Narodne biblioteke Srbije i Instituta za standardizaciju Srbije, te donijelo odluku o odbacivanju daljnje uporabe oznaka "scr" za hrvatski i "scc" za srpski jezik te odredilo oznake "hrv" za hrvatski i "srp" za srpski jezik kao jedine preporučene oznake i za bibliografsku i za terminološku primjenu. Službenom objavom izmjena u tablici za oznake jezika od 28. lipnja 2008. godine, ta odluka se primjenjuje.

### Bošnjački i crnogorski jezik
Sljedeći fenomen je nastanak (ili, ovisno u motrištu, ponovno rođenje) bošnjačkoga jezika i inicijative za propis crnogorskoga jezika. Stave li se na stranu jezičnopolitičke dvojbe oko naziva jezika (bošnjački ili bosanski), racionalno je napomenuti sljedeće: ime jezika vida bosanski ili bošnjački spominje se još na prijelazu 14. u 15. stoljeće, u dosta kaotičnom djelu Konstantina Filozofa, bugarskoga reformatora srpskoga pravopisa. U djelu «Kazanje o pismenima», 1423. – 1426. autor se hvali poznavanjem «grčkog, sirijskoga i židovskoga, te bugarskoga, srpskoga, bosanskoga, slovenskoga, češkoga i hrvatskoga među slavenskim jezicima». To je skoro jedini spomen bošnjačkoga jezika prije turskoga osvojenja. Čestota spomena se povećava u 17. stoljeću, dijelom u bosansko muslimanskim krugovima (Mehmed Uskjufi, pisac prvoga bošnjačkoga rječnika), no više kod hrvatskih pisaca i filologa (Matija Divković, Bartol Kašić, Jakov Mikalja, Junije Palmotić). Prvo valja reći da je često teško razlučiti nazive «bosanski» i «bošnjački» jer se u latinskom, talijanskom i hrvatskom nije smatralo da postoji neka razlika između ta dva pojma. Još je važnije reći da oba nazivka nisu imali neku etničku konotaciju, nego su najčešće označavali štokavsko narječje - uglavnom ikavsko, rjeđe jekavsko. Tijekom formalne standardizacije hrvatskoga i srpskog u 19. stoljeću ti su jezici oblikovani prema različitim modelima što su se u mnogo čemu preklapali, no u njima nije bilo ništa specifično bosansko.  Bosanski Muslimani, sadašnji Bošnjaci, priklonili su se jednomu ili drugomu jezičnom modelu, zadržavajući stanovite osebujnosti. No, proces nacionalne emancipacije, prvo pod imenom Muslimani, a zatim Bošnjaci, doveo je do želje da se ne samo afirmiraju vlastite povijesne jezične posebnosti, nego i imenuje vlastiti nacionalni standardni jezik, i to bosanskoga naziva (Hrvati i Srbi jezik Bošnjaka zovu bošnjačkim). Iako u gramatičkim i rječničkim propisima tek u procesu standardizacije, bošnjački jezik nije nova pojava- novost je jedino u njegovu prepoznavanju. Ukratko, može se reći da je to kao sustav sklop štokavskih narječja Bošnjaka, a kao standard jezik koji nisu sami Bošnjaci gramatički kodificirali, no koji ima implicitnu uporabnu kodifikaciju u aljamijado književnosti staroj oko 500 godina i temeljenoj na početcima pisanoga vernakulara u predislamskoj Bosni. Glede crnogorskoga jezika stvar je bitno drugačija; na formalnojezičnoj razini crnogorski je temeljnolingvistički najrazličitiji među jezicima ustanovljenim na štokavskoj osnovi, i to stoga što su hrvatski, bošnjački i srpski ustanovljeni ili stilizirani na različitim novoštokavskim dijalektima ili novoštokavskim književnostima, dok je crnogorskom osnova staroštokavski Zetski dijalekt. Sustav grafema crnogorskoga jezika ima ukupno 32 glasa, dok hrvatski jezik ima 30 grafema i 32 glasa (dva jedinstvena glasa koja posjeduje samo hrvatski jezik su; dvoslog "ie" i glasovno "r"), za razliku od 30 grafema i isto toliko glasova u bošnjačkomu jeziku te u srpskomu jeziku. Uvedbom mekih fonema za /š/ i /ž/ (/ś/, /ź/), dobila se potpuna simetrija koja već postoji za /č/ i /ć/, te /dž/ i /đ/. Uvođenje najnovijega jotovanja (śekira, iźesti) na osnovnoj fonološkoj razini razlučilo je crnogorski od bošnjačkog, hrvatskog i srpskog.